# 高山一實
高山一實（日语：／ Takayama Kazumi */?，1994年2月8日—）是日本女藝人，為女子偶像團體乃木坂46前成員，千葉縣南房總市出身，所屬經紀公司為乃木坂46合同會社。2011年8月以乃木坂46一期生身份出道。2021年11月21日自乃木坂46畢業，目前活躍於綜藝節目上。

## 經歷
1994年2月8日，高山出生於千葉縣安房郡富浦町（現併入南房總市）。在母親的建議下，小學一年級開始學習劍道。小學畢業後，就讀南房總市內的中學。在學校的社團是劍道部。因身居偏僻鄉下地方，學生人數稀少，從幼稚園到中學為止皆是一樣的同學，女性同學也僅有20人。中學畢業後，進入千葉縣立安房高等學校就讀，高一時退出劍道部，並開始參加早安少女組。的現場演唱會。高二時參加早安少女組。第九期成員選拔活動，卻未能通過筆試。高三時，原本期盼報考音樂大學聲樂系，但後來只想成為偶像歌手，就參加了乃木坂46一期生成員的徵選。
2011年8月21日，通過最終審查正式成為乃木坂46創團成員，徵選時演唱了山口百惠的《夢境引路者》，並表示希望自己能成為像山口百惠一樣的偶像歌手。被選為暫定選拔成員，站位為後列。之後前往東京發展。11月14日，開通了個人的乃木坂46官方博客。
2012年2月22日，以乃木坂46第一張單曲《窗簾圍繞》正式出道。同日，高山於官方部落格上表示想將CD送給已往生的親弟弟，「如果他在天國的話也會感到高興喜悅」。5月2日，以乃木坂46第二張單曲《來吧Shampoo！》的收錄曲《推说是偶然》（偶然を言い訳にして）初次入選unit。
2013年4月3日，開始在《東京體育新聞》連載〈乃木坂46 高山一實與朋友們 昭和Amazing！〉（乃木坂46 高山一実と仲間たち 昭和にアメイジング!）的專欄。同月6日，參與日本電視台播映的電視劇《BAD BOYS J》，在劇中飾演百瀨遙。
2014年1月10日，在乃木神社舉行成人式。1月12日，擔任由南房總市政府舉辦的成人式宣誓代表。
2015年3月20日，獲得南房總市政府任命為「觀光大使」。
2016年1月5日，創作首部短篇小說《Carry-over》（キャリーオーバー）。2月18日，和前AKB48成員秋元才加一同獲選為千葉縣「千葉AQUALINE馬拉松2016」推廣大使。4月6日，在雜誌《DA VINCI》上開始連載首部長編小說《成為星星的少女》（トラペジウム）。9月15日，發行個人第一本寫真集《也許會戀上》（恋かもしれない），以1.2萬銷量取得Oricon公信榜書籍週榜寫真集部門第一位。寫真集在同年5月下旬於家鄉千葉縣南房總市攝影。10月17日，於乃木坂46冠名節目《乃木坂工事中》宣布乃木坂46第16張單曲《再見的意義》選拔成員名單，高山首次成為前列成員。
2017年8月9日發行的乃木坂46第18張單曲《蜃景》的收錄曲《能盡情哭泣不是很好嗎？》（泣いたっていいじゃないか？）中首次擔任Center。
2018年11月28日，發行第一本小說《成為星星的少女》（トラペジウム），也是乃木坂46成員的首例。
2019年2月26日，發行個人第二本寫真集《獨白》（独白），於芬蘭赫爾辛基拍攝，以2.7萬銷量取得Oricon公信榜書籍週榜寫真集部門第一位。4月，被任命為「令和小説大賞」大使。11月15日，和松村沙友理前往台灣出席新北耶誕城點燈儀式。
2020年4月20日，成為《阿Q猜謎王》主持人優香產假期間的代班主持。4月21日，紀念小說《成為星星的少女》發行文庫本，開設個人Instagram帳號。
2021年7月22日，於乃木坂46官方YouTube頻道「乃木坂配信中」的直播節目「乃木坂46分TV」中，宣布將於乃木坂第28張單曲活動結束後從團體畢業，畢業時間預定於9月底。原定於9月8日、9日的「盛夏的全國巡演2021」最終場東京巨蛋公演舉行畢業典禮，但受到疫情擴大的影響，公演及畢業典禮須一同延期。9月22日發行的乃木坂46第28張單曲《被你罵了》，入選為選拔成員，並站在第二排的中央，成為十二福神之一，這也是高山參加的最後單曲。10月4日，宣布延期的演唱會將在11月20日、21日舉行。11月21日，正式從乃木坂46畢業。12月1日，開設個人官方網站。
2022年2月1日，高山位於乃木坂46內的部落格正式關閉。3月1日，開設官方粉絲俱樂部「髙山對不起。」（髙山でごめん。）。4月25日，開設官方Twitter帳號。11月28日，宣布主演將於隔年2月播出的電視劇《超人間要塞緋爐詩戰記》，同時也是高山首次擔任電視劇主演。
2023年6月2日，擔任「2023年世界盃橄欖球賽」的朝日啤酒橄欖球官方應援者。12月，高山的小説《成為星星的少女》宣布被改編成動畫電影，並將於隔年5月10日上映。
2024年1月8日，開設個人小紅書帳號。2月18日，開設個人TikTok帳號。7月7日，宣布與猜謎作家、QuizKnock的成員Fukura P結婚。

## 人物
高山的暱稱是「Kazumin」（かずみん），「一實」這個名字，是因為高山是長女而取的。慣用語則有「Amazing！」（アメイジング！）、「Posi-Peace」（ポジピース）、「Bakeratta」（バケラッタ）等。她把自己家當作兩個房間來使用。中學時，因叛逆期而摔壞很多家裡的東西。
在乃木坂46團內總是擔任滑稽、詼諧的角色，也是乃木坂活字部部長、乃木坂讀書選拔。尤其在冠名綜藝節目《乃木坂在哪裡？》曾因獨特的假音、口齒不清等事件引起話題。出道初期上台接受訪談時習慣以左手磨擦右手肘，日本歌迷稱之為（磨擦手肘），中國粉絲更戲謔地稱之為「肘哥」。
高山偏愛昭和時代的偶像明星，素有「乃木坂46的昭和人物」之稱，以山口百惠、中森明菜、松田聖子等人為目標。她在電視上了解到山口百惠、在父母的影響下知道中森明菜、在學校音樂課上唱了松田聖子的「SWEET MEMORIES」後，了解到松田聖子。此外，她也是道重沙由美（早安少女組。前成員）的粉絲，曾參加其粉絲活動。尤其是白金期（プラチナ期）的早安少女組。是她理想的偶像形象。購買專輯《ALL SINGLES COMPLETE ～10th ANNIVERSARY～》後成為了粉絲。2013年因為跟同團的川後陽菜一同觀賞《美少女戰士》音樂劇後而成為其粉絲，並將美少女戰士水野亞美變身時所喊的「水星力量」（マーキュリー）改成「一實力量」（カーキュリー）。自己也曾於官方部落格上表示會購入Cosplay衣裳，並為了買周邊商品瀕臨破產。她也是Little Glee Monster的粉絲。
她最喜歡的食物是ぬれせんべい。最喜歡的運動是籃球。最喜歡的迪士尼卡通人物是達菲。最喜歡的品牌是LOVELESS。乃木坂46團內推的成員是和田真彩
、最合得來的成員是能條愛未。興趣是寫真、閱讀，並曾著寫過小說，最喜歡湊佳苗的小說《少女》。高中時認識了湊香苗的《告白》，然後讀了《少女》和《贖罪》。最喜歡的漫畫是《HIGH SCORE》。另外也喜歡懸疑小說，以及吉本芭娜娜的戀愛小說。此外，曾獲女性時尚雜誌《an・an》評定為「乃木坂46第一美腿」。
由於學習劍道10年，擁有劍道二段的實力，握力達35公斤；並曾與同樣學過劍道的成員川後陽菜組成「飴與鞭」的非官方組合。此外，也曾學過聲樂、鋼琴等。高中時，她有一份兼職工作，買了一把白色的電吉他，但大約兩週後就感到挫折。照相時使用奧林巴斯PEN E-PL1單鏡頭數碼相機。

## 音樂作品
- 標註「★」符號表示該首歌曲有拍攝MV。

### 單曲
乃木坂46
|      | 發行日期       | 單曲名稱              | 參與歌曲名稱           | MV | 備註                     |
| ---- | -------------- | --------------------- | ---------------------- | -- | ------------------------ |
| 01st | 2012年02月22日 | 窗簾圍繞              | 窗簾圍繞               | ★  | 出道作品 七福神          |
| 01st | 2012年02月22日 | 窗簾圍繞              | 可能想見你             | ★  |                          |
| 01st | 2012年02月22日 | 窗簾圍繞              | 不想失去               | ★  |                          |
| 01st | 2012年02月22日 | 窗簾圍繞              | 乘著白雲               |    |                          |
| 01st | 2012年02月22日 | 窗簾圍繞              | 乃木坂之詩             | ★  |                          |
| 02nd | 2012年05月02日 | 來吧Shampoo！         | 來吧Shampoo！          | ★  | 七福神                   |
| 02nd | 2012年05月02日 | 來吧Shampoo！         | 心之靈藥               |    |                          |
| 02nd | 2012年05月02日 | 來吧Shampoo！         | 推說是偶然             | ★  |                          |
| 02nd | 2012年05月02日 | 來吧Shampoo！         | HOUSE!                 |    |                          |
| 03rd | 2012年08月22日 | 奔馳吧！Bicycle       | 奔馳吧!Bicycle         | ★  | 選拔                     |
| 03rd | 2012年08月22日 | 奔馳吧！Bicycle       | 性急的蝸牛             | ★  |                          |
| 03rd | 2012年08月22日 | 奔馳吧！Bicycle       | 人為什麼奔跑?          | ★  |                          |
| 03rd | 2012年08月22日 | 奔馳吧！Bicycle       | 沉默的吉他             | ★  |                          |
| 04th | 2012年12月19日 | 制服模特兒            | 制服模特兒             | ★  | 選拔                     |
| 04th | 2012年12月19日 | 制服模特兒            | 指望遠鏡               | ★  |                          |
| 04th | 2012年12月19日 | 制服模特兒            | 澀谷BLUES              |    | 與白石麻衣合唱           |
| 04th | 2012年12月19日 | 制服模特兒            | 來得及的溫柔           |    | 與能條愛未共同擔任Center |
| 05th | 2013年03月13日 | 你就是希望            | 你就是希望             | ★  | 選拔                     |
| 05th | 2013年03月13日 | 你就是希望            | 乾脆一點               | ★  |                          |
| 05th | 2013年03月13日 | 你就是希望            | 浪漫墨魚燒             |    |                          |
| 05th | 2013年03月13日 | 你就是希望            | 彈額頭                 | ★  |                          |
| 06th | 2013年07月03日 | Girls' Rule           | Girls' Rule            | ★  | 八福神                   |
| 06th | 2013年07月03日 | Girls' Rule           | 世界上最孤獨的Lover    | ★  |                          |
| 06th | 2013年07月03日 | Girls' Rule           | 人們的樂器             |    |                          |
| 07th | 2013年11月27日 | 髮夾                  | 髮夾                   | ★  | 選拔                     |
| 07th | 2013年11月27日 | 髮夾                  | 月亮的大小             | ★  |                          |
| 07th | 2013年11月27日 | 髮夾                  | 為了我 為了誰          |    |                          |
| 07th | 2013年11月27日 | 髮夾                  | 如此的笨蛋・・・       | ★  |                          |
| 08th | 2014年04月02日 | 察覺時已是單戀        | 察覺時已是單戀         | ★  | 選拔                     |
| 08th | 2014年04月02日 | 察覺時已是單戀        | 浪漫的開始             | ★  |                          |
| 08th | 2014年04月02日 | 察覺時已是單戀        | 呼吸的方法             |    |                          |
| 09th | 2014年07月09日 | 夏天的Free&Easy       | 夏天的Free&Easy        | ★  | 選拔                     |
| 09th | 2014年07月09日 | 夏天的Free&Easy       | 無能為力地待在你身邊   |    |                          |
| 09th | 2014年07月09日 | 夏天的Free&Easy       | 在那之前的出口         | ★  |                          |
| 10th | 2014年10月08日 | 第幾次的藍天？        | 第幾次的藍天？         | ★  |                          |
| 10th | 2014年10月08日 | 第幾次的藍天？        | 敲響倒下的鐘           | ★  |                          |
| 11th | 2015年03月18日 | 生命如此美好          | 生命如此美好           | ★  | 選拔                     |
| 11th | 2015年03月18日 | 生命如此美好          | 慢慢恢復中             | ★  |                          |
| 12th | 2015年07月22日 | 太陽敲敲門            | 太陽敲敲門             | ★  | 十福神                   |
| 12th | 2015年07月22日 | 太陽敲敲門            | 魚兒們的LOVE SONG      | ★  |                          |
| 12th | 2015年07月22日 | 太陽敲敲門            | 羽毛的記憶             | ★  |                          |
| 13th | 2015年10月28日 | 此刻，想說話的對象    | 此刻，想說話的對象     | ★  | 十福神                   |
| 13th | 2015年10月28日 | 此刻，想說話的對象    | POPIPAPAPA             | ★  |                          |
| 13th | 2015年10月28日 | 此刻，想說話的對象    | 忘卻悲傷的方法         | ★  |                          |
| 14th | 2016年03月23日 | 當春紫苑盛開時        | 當春紫苑盛開時         | ★  | 十福神                   |
| 14th | 2016年03月23日 | 當春紫苑盛開時        | 憂鬱與泡泡糖           |    |                          |
| 15th | 2016年07月27日 | 赤腳Summer            | 赤腳Summer             | ★  | 十福神                   |
| 15th | 2016年07月27日 | 赤腳Summer            | 專屬光芒               |    |                          |
| 16th | 2016年11月09日 | 再見的意義            | 再見的意義             | ★  | 十一福神                 |
| 16th | 2016年11月09日 | 再見的意義            | 孤獨的藍天             |    |                          |
| 17th | 2017年03月22日 | 大影響家              | 大影響家               | ★  | 十二福神                 |
| 17th | 2017年03月22日 | 大影響家              | 意外BREAK              | ★  | [ 參 3 ]                 |
| 18th | 2017年08月09日 | 蜃景                  | 蜃景                   | ★  | 十二福神                 |
| 18th | 2017年08月09日 | 蜃景                  | 女人無法獨自入眠       | ★  |                          |
| 18th | 2017年08月09日 | 蜃景                  | 漫長夏日…              |    |                          |
| 18th | 2017年08月09日 | 蜃景                  | 能盡情哭泣不是很好嗎？ |    | Center                   |
| 19th | 2017年10月11日 | 及時行事              | 及時行事               | ★  | 選拔                     |
| 19th | 2017年10月11日 | 及時行事              | 失眠症                 |    |                          |
| 20th | 2018年04月25日 | 同步巧合              | 同步巧合               | ★  |                          |
| 20th | 2018年04月25日 | 同步巧合              | Against                | ★  |                          |
| 21st | 2018年08月08日 | 以自我為中心！        | 以自我為中心！         | ★  | 選拔                     |
| 21st | 2018年08月08日 | 以自我為中心！        | 空扉                   | ★  |                          |
| 21st | 2018年08月08日 | 以自我為中心！        | 我喜歡過你，但是…      |    |                          |
| 22nd | 2018年11月14日 | 想繞遠路回家          | 想繞遠路回家           | ★  |                          |
| 23rd | 2019年05月29日 | Sing Out!             | Sing Out!              | ★  | 十四福神                 |
| 24th | 2019年09月04日 | 黎明來臨前無須逞強    | 黎明來臨前無須逞強     | ★  | 選拔                     |
| 24th | 2019年09月04日 | 黎明來臨前無須逞強    | 你，認識我嗎？         |    |                          |
| 24th | 2019年09月04日 | 黎明來臨前無須逞強    | 我的信念               |    |                          |
| 25th | 2020年03月25日 | 幸福的保護色          | 幸福的保護色           | ★  | 十一福神                 |
| 26th | 2021年01月27日 | 我會喜歡上自己的      | 我會喜歡上自己的       | ★  | 選拔                     |
| 26th | 2021年01月27日 | 我會喜歡上自己的      | 有明天的理由           |    |                          |
| 26th | 2021年01月27日 | 我會喜歡上自己的      | Wilderness world       | ★  |                          |
| 27th | 2021年06月9日  | 對不起Fingers crossed | 對不起Fingers crossed  | ★  | 十二福神                 |
| 27th | 2021年06月9日  | 對不起Fingers crossed | 一切都是一場夢         | ★  |                          |
| 28th | 2021年09月22日 | 被你罵了              | 被你罵了               | ★  | 十二福神                 |
| 28th | 2021年09月22日 | 被你罵了              | 熟悉的陌生人           |    |                          |
| 28th | 2021年09月22日 | 被你罵了              | 我的顏色               | ★  | 畢業獨唱曲               |

1. ↑  站位依據官方MV及演唱會正式呈現為參考依據
2. 1 2  收錄於單獨發行的MV合集《ALL MV COLLECTION～當時的少女們～》
3. ↑  根據單曲CD内附歌詞本，小分隊名稱

其他
| 發行日期                                    | 單曲名稱       | 參與歌曲名稱 | MV | 備註         |
| ------------------------------------------- | -------------- | ------------ | -- | ------------ |
| 2012年07月25日                              | 大人彩色糖     | 不再綁雙馬尾 | ★  | 麻友坂46     |
| 2020年6月17日（日本） 2020年6月24日（海外） | 世界中的鄰居啊 | —            | ★  | 下載限定歌曲 |
| 2020年7月24日                               | Route 246      | —            | ★  | 下載限定歌曲 |

### 專輯
乃木坂46
|      | 發行日期       | 專輯名稱         | 參與歌曲名稱   | 備註 |
| ---- | -------------- | ---------------- | -------------- | ---- |
| 01st | 2015年01月07日 | 透明色           | 革命之馬       |      |
| 01st | 2015年01月07日 | 透明色           | 我所在的地方   |      |
| 02nd | 2016年05月25日 | 屬於我們的位子   | 契機           |      |
| 02nd | 2016年05月25日 | 屬於我們的位子   | 太陽的誘惑     |      |
| 02nd | 2016年05月25日 | 屬於我們的位子   | 空氣感         |      |
| 03rd | 2017年05月24日 | 最初的夢想       | 跳傘           |      |
| 03rd | 2017年05月24日 | 最初的夢想       | 指定溫度       |      |
| 03rd | 2017年05月24日 | 最初的夢想       | 忘卻與美學     |      |
| 04rd | 2019年4月17日  | 直到此刻化成回憶 | 毫無特色的戀愛 |      |
| 04rd | 2019年4月17日  | 直到此刻化成回憶 | 無法托著腮入睡 |      |

## 演出

### 電視劇
- 欺詐偶像（さばドル；2012年1月14日－4月7日，東京電視台）：飾演 高山一實[105]
- BAD BOYS J（2013年4月6日－6月22日，日本電視台）：飾演 百瀨遙[106]
- 初森BEMARS（初森ベマーズ；2015年7月11日－9月26日，東京電視台）：飾演 小手（コテ）[107]
- 花燃 第29集（花燃ゆ；2015年7月19日，NHK）：飾演 女侍者[108]
- 超人間要塞緋爐詩戰記（2023年2月13日－3月16日，NHK綜合台）：飾演 阿凱米・巴爾多（主演）[109]

### 電視節目
- 失策老師 別變得跟我一樣！！（；2014年11月14日一，朝日電視台）- 半常規來賓[110]
- 全明星後夜祭（オールスター後夜祭；TBS電視台）- 主持人
  - 全明星後夜祭'18春（2018年4月1日）[111]
  - 全明星後夜祭'18秋（2018年10月7日）[112]
  - 全明星後夜祭'19春（2019年4月7日）[113]
  - 全明星後夜祭'20春（放送中止）- 2020年4月5日播出預定[114]，後因新型冠狀病毒擴大而中止[115]。
  - 全明星後夜祭'21春（2021年3月28日）[116]
  - 全明星後夜祭'21秋（2021年10月10日）[117]
  - 全明星後夜祭'22春（2022年3月27日）[118]
  - 全明星後夜祭'22秋（2022年10月2日）[119]
  - 全明星後夜祭'23春（2023年4月9日）[120]
  - 全明星後夜祭'23秋（2023年10月15日）[121]
- 持論獨論（持論独論；2019年3月10日，NHK綜合台）[122]
- 阿Q猜謎王（日语：クイズプレゼンバラエティー Qさま!!）（；2020年4月20日－，朝日電視台）- 主持人
  - 2020年4月20日起優香產假期間的代班主持[42]。11月9日後優香回歸，以「新人見習主持」身分繼續出演[123][124]。後於2021年10月25日正式成為主持人。
- 鄉下1000萬玩家（田舎で1000万プレイヤー；2020年9月15日，富士電視台）- 主持人[125]
- 3分鐘紀錄片（3分ドキュメンタリー；2021年8月18日，NHK綜合台）- 主持人[126]
- 仕事とお金のマジメな話（2021年12月30日；2022年4月3日、6月23日，朝日電視台）- 助理 → 主持人[127]
- ナレーションガチャ〜その通りにできるかな?〜（2022年1月2日，朝日電視台）- 主持人[128]
- 毎日の献立に悩んでいる方、必見!あの芸能人の秘伝レシピ、伝授します!（2022年2月26日，東京電視台）- 助理[129]
- シン・にっぽん聴こう!（2022年2月28日－3月14日，NHK綜合台）- 主持人[130][131]
- アーティストリポート（2022年3月28日，TBS電視台）- 主持人[132]
- 今から行きたい至極グルメ ほほおちゴハン!（2022年4月9日－9月24日，東京電視台）- 主持人[133]
- TBS明星養成計畫 我成為女演員的那一天_ 第二、三季（TBSスター育成プロジェクト 私が女優になる日_；2022年4月17日－，TBS電視台）- 特別支援者 → 主持人[134][135]
- 学校中を笑わせよう!（2022年8月4日－11日，TBS電視台）- 主持人[136]
- チバジン what a beautiful life（2023年1月1日，千葉電視台）[137]

### 電台節目
- 熱播室（日语：ザ・ヒットスタジオ）（2018年7月19日－2020年8月5日，毎日放送）- 星期三常規主持[註 6][138]
- おとなりさん（；2022年4月7日－2023年9月28日，文化放送）- 星期四常規主持[139][140]

### 音樂錄影帶
- K《誓い〜Waiting For Love〜》（2014年）[141][註 7]

### 電影
- 劇場版 BAD BOYS J-最後守護的事物-（劇場版BAD BOYS J -最後に守るもの-；2013年11月9日上映，Showgate（日语：ショウゲート））：飾演 百瀨遙[142]

### 動畫電影
- 成為星星的少女（2024年5月10日上映，Aniplex）：飾演 老爺爺[143]

### 舞台劇
- 女子落語（2015年6月18日－28日，東京AiiA劇場（日语：アイアシアタートーキョー））：飾演 防波亭手寅[144][145]
- 乃木坂46版音樂劇「美少女戰士」（2018年6月8日－24日，天王洲 銀河劇場／9月21日－30日，TBS赤坂ACT劇場）：飾演 水手火星/火野麗（Team MOON）[146]

### 網絡節目
- Sonyrecord消磨時間TV（日语：ソニレコ! 暇つぶしTV）（2013年10月9日－2015年10月5日，Sony Music Records）- 主持人[註 8][147][148]
- 獨家! 偶像（恥辱）劇場（独占! アイドル（恥）シアター；2015年6月14日、21日，NOTTV）- 主持人[149]

### 網絡劇
- 歡迎來到奇蹟書店 Season1（2023年11月22日，Amazon Prime Video）：飾演 店員（琴音）[150]

### 活動
- 千葉羅德海洋 對 福岡軟銀鷹 開球儀式（2022年5月7日，ZOZO海洋球場）[151][152]

## 書籍

### 寫真集
- 季刊 乃木坂 vol.3 涼秋（2014年9月4日，東京新聞通信社）[72]
- 也許會戀上（恋かもしれない；2016年9月15日，學研Plus（日语：学研プラス））[153][154]
- 獨白（；2019年2月26日，德間書店）[155][38]

### 刊物連載
- 東京體育（東京體育新聞社）
  - 乃木坂46 高山一實與朋友們 昭和Amazing！（乃木坂46 高山一実と仲間たち 昭和にアメイジング！!；2013年4月3日－2014年9月）[20]
  - 我回來了! 昭和Amazing!（帰ってきた! 昭和にアメイジング!；2015年10月5日－2016年3月）[156]
- DA VINCI（2015年3月6日－，KADOKAWA）
  - 乃木坂活字部！（2015年3月6日－）[157]
  - 成為星星的少女（トラペジウム，2016年4月6日－8月6日）- 高山一實著、繪圖[158]

### 小說
- Carry-over（キャリーオーバー，2016年1月5日發行）- 高山一實著，深川麻衣插畫[159]
- 成為星星的少女
  - （2018年11月28日發行，KADOKAWA，單行本版）[160][註 9]
  - （2020年4月25日發行，KADOKAWA，文庫本版）[161][162]
- 希望之名（キボウの名，2021年11月21日發行）[註 10][163][164]

### 商業書
- 即使作為偶像，也能不斷增加金錢的投資方法。（お金がずっと増え続ける 投資のメソッド－アイドルのわたしでも。；2017年9月7日，PHP研究所）- 與奥山泰全共著[165]

### 繪本
- Gappichan（がっぴちゃん；2024年2月21日，KADOKAWA）- 高山一實著、繪圖[166]

## 外部連結
- 高山一實官方網站（日語）
- 高山一實官方粉絲俱樂部（日語）
- 乃木坂46合同會社個人介紹頁 （页面存档备份，存于）（日語）
- 高山一實的Instagram帳戶（日語）
- 高山一實官方的X（前Twitter）（日語）
- 高山一實的TikTok（日語）
- 高山一實的小紅書

乃木坂46時期
- 乃木坂46 高山一實 個人簡介（2011年8月21日－2022年2月1日）（日語）
- 乃木坂46 高山一實 官方部落格（2011年11月14日－2022年2月1日）（日語）
- 高山一實 官方755（2014年11月1日－2021年11月25日）（日語）
- 高山一實 寫真集《獨白》【公式】的X（前Twitter） （日語）
- 高山一實 寫真集《獨白》【公式】的Instagram帳戶（日語）
- 高山 一實（乃木坂46）的SHOWROOM專頁（页面存档备份，存于）（日語）